# Томас Вишняускас
То́мас Вишня́ускас (лит. Tomas Vyšniauskas; народився 3 березня 1978) — литовський хокеїст, захисник.  

## Спортивна кар'єра
У складі національної збірної Литви учасник кваліфікаційного турніру до зимових Олімпійських ігор 2010, почав виступати за головну команду країни з 2008 року на чемпіонатах світу — 2008 (дивізіон I), 2009 (дивізіон I) і 2010 (дивізіон I).
Виступав за «Енергія» (Електренай), «Брьокке ІК» (Bräcke IK)